# Zmienność poziomu morza
Zmienność poziomu morza – zmiany poziomu morza w geologicznej skali. 
W skali geologicznej obecny poziom morza jest niski, niższy o 150–400 m od maksymalnych. Obecny poziom morza, przyjmowany jako stały punkt odniesienia, jest czasowo bardzo niestały. Najniższy poziom oceanów był wtedy, gdy cała ziemia zamarzła ostatnio około 600 mln lat temu.
Wyższe geologicznie poziomy morza związane były również z rozmieszczeniem, a głównie rozpłaszczeniem kontynentów. Im bardziej lądy są wypiętrzone, tym niższy jest poziom oceanu. Erozja powoduje zasypywanie morza i podnoszenie jego poziomu, wypiętrzanie gór, odwrotnie, jego obniżanie. Kontynenty co najmniej dwa razy zebrały się razem i podzieliły (cykl superkontynentalny).
Wyróżnia się izostatyczną i eustatyczną zmienność poziomu mórz.